# Federico Mordegan
Federico Mordegan (n. 1 de febrero de 1970, en Vicenza, Italia), es un exjugador de tenis italiano.  
Mordegan disfrutó de su mayores éxitos jugando dobles, obteniendo durante su carrera un título en dicha modalidad. Su mejor posición en el esclafon en dobles fue en 1995, cuando alcanzó el puesto 70.

## Títulos en dobles
| No. | Fecha | Torneo            | Superficie    | Pareja          | Oponente en la final           | Marcador |
| 1.  | 1994  | Estoril, Portugal | Tierra batida | Cristian Brandi | Richard Krajicek Menno Oosting | W/O      |

### Finalista
| No. | Fecha | Torneo                       | Superficie    | Pareja            | Oponente en la final           | Marcador      |
| 1.  | 1990  | Torneo de Pörtschach, Italia | Tierra batida | Cristiano Caratti | Tomás Carbonell Udo Riglewski  | 6–7, 6–7      |
| 2.  | 1992  | San Marino                   | Tierra batida | Cristian Brandi   | Nicklas Kulti Mikael Tillström | 2–6, 2–6      |
| 3.  | 1994  | Casablanca, Marruecos        | Tierra batida | Cristian Brandi   | David Adams Menno Oosting      | 3–6, 4–6      |
| 4.  | 1994  | Atenas, Grecia               | Tierra batida | Cristian Brandi   | Luis Lobo Javier Sánchez       | 7–5, 1–6, 4–6 |
| 5.  | 1995  | San Marino                   | Tierra batida | Pablo Albano      | Jordi Arrese Andrew Kratzmann  | 6–7, 6–3, 2–6 |

- Datos: Q4178166